# Музейный комплекс имени Рассела
Музейный комплекс имени Рассела — художественный музей, расположенный в городе Грейт-Фолс, штат Монтана, США. Главная функция музея заключается в показе произведений искусства «художника-ковбоя» Чарльза Мариона Рассела, в честь которого названо учреждение. В музее также представлены иллюстрированные письма Рассела, используемые им рабочие материалы и другие предметы, которые помогают посетителям больше узнать о жизни и деятельности Рассела. Кроме того, в музее демонстрируются оригинальные произведения искусства XIX, XX и XXI веков, изображающие Дикий Запад, а также флору, фауну и пейзажи Запада США. В 2009 году The Wall Street Journal назвал это учреждение «одним из ведущих художественных музеев западных штатов». На территории музейного комплекса находится бревенчатая хижина-студия Рассела, а также его двухэтажный деревянный каркасный дом. Дом и студия в бревенчатом домике были объявлены Национальным историческим памятником в 1965 году, и добавлены в Национальный реестр исторических мест в 1966 году. В 1976 году границы в реестре были изменены в связи с переносом дома. Музей открыт ежедневно с 10:00 до 17:00.